# 國方秀男
國方 秀男（くにかた ひでお、1913年 - 1993年）は、日本の建築家。富山県生まれ。

## 経歴
- 1940年 東京帝国大学工学部建築学科卒業、逓信省入省
- 1949年 電気通信省施設局建築部設計課長
- 1952年 日本電信電話公社施設局建築部（現・NTTファシリティーズ）総監督
- 1963年 日本総合建築事務所（現・日総建）設立
- 1980年 日本総合建築事務所社長に就任
- 1993年 没

## 主な建築作品
- 関東逓信病院（1956年）
- 日比谷電電ビル（1961年）- 第13回日本建築学会賞作品賞
- 富山県立近代美術館（1981年）

## 参考書籍
- 『建築家 國方秀男』（建築家國方秀男編集委員会編、1995年）